# リチャード・ガーネット (文献学者)
リチャード・ガーネット（Richard Garnett, 1789年7月25日 - 1850年9月27日）は、イギリスの文献学者（歴史言語学者）、作家、大英博物館図書室（現在の大英図書館）の司書。6人の子供のうち、同名の息子リチャード・ガーネット（1835年 - 1906年）も大英図書館に務めた司書であり、学者、伝記作家、詩人としても著名である。彼を通して数人の作家がブルームズベリー・グループとつながった。また、娘に日記作者のオリーブ・ガーネットがいる。 

## 生涯

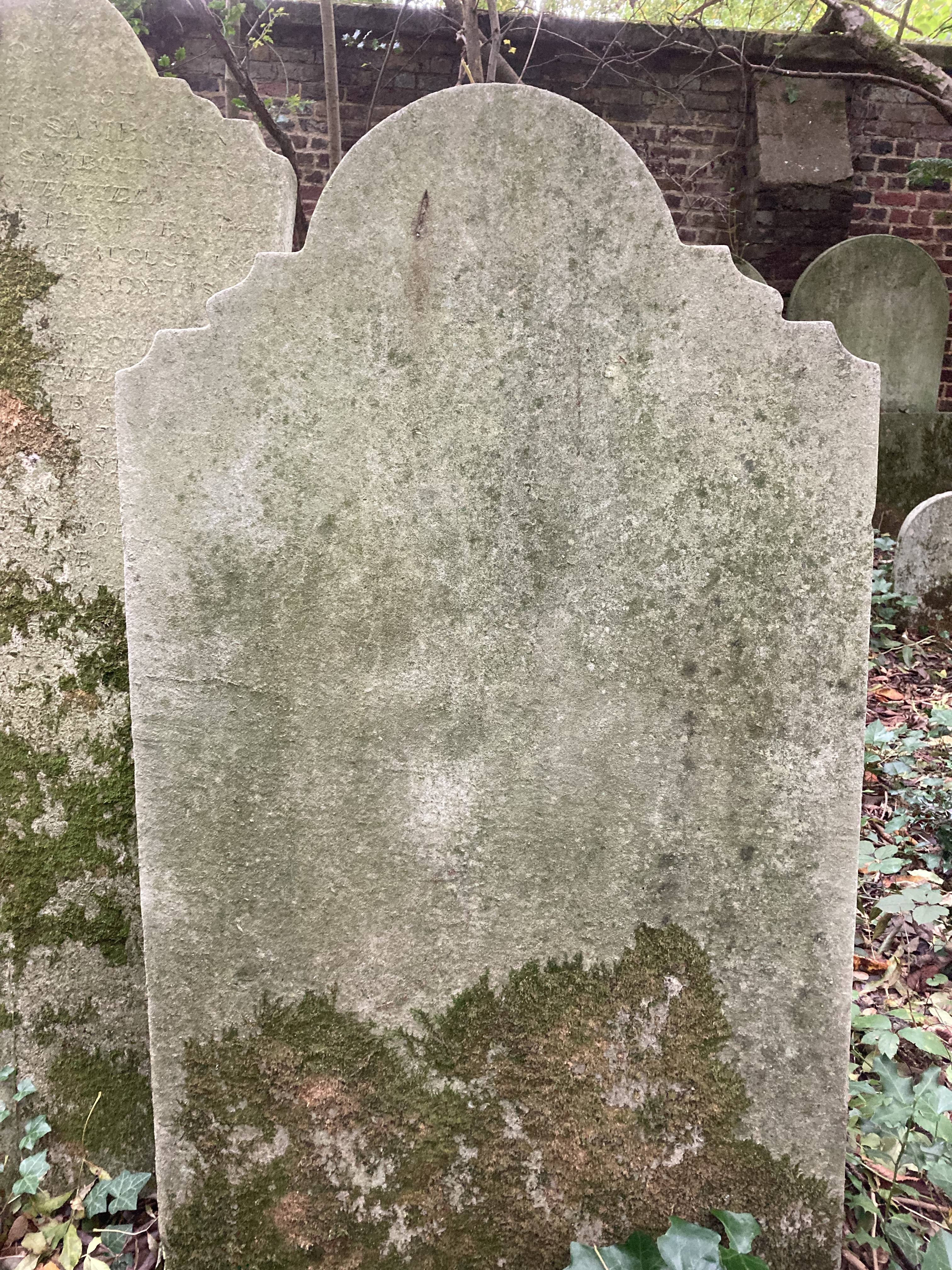
ハイゲート墓地のリチャード・ガーネットの墓

ガーネットは1789年7月25日にヨークシャーのオトリーで、製紙会社のウィリアム・ガーネットの長男として生れた。彼はオトリーグラマースクールで教育を受け、その後、ファシオというイタリアの紳士からフランス語とイタリア語を学んだ。これは学問というより、息子を商人にしようという親の計画によるものだった。しかしこの計画は後に放棄され、彼は家に残って父親の工場で働くことになった。父は息子が鳥に関する本を読むことができるかもしれないとドイツ語を教えた。しかし後に商業は自分の職業ではないと確信し、1811年に牧師学校の補助教員となった。ノッティンガムシャー州サウスウェルのエンボリー・フォークナーでは、余暇を自分の学習に費やすことができた。2年間で、彼はヨーク大司教から叙階を得るのに十分なラテン語、ギリシャ語、神学を独学で身につけた。ヨークシャーにしばらく住んだ後、彼はブラックバーンで副司祭となり、グラマースクールの補助教員になり、そこで数年間、時間を惜しんで学習と研究に専念した。
1822年に彼は彼の最初の妻、牧師の孫娘のマーガレットと結婚した。まずラルフ・ヒースコートに、次に1826年にブラックバーン近くのトックホールズに、常勤の教区副牧師として推薦された。このしばらく前に、彼はロバート・サウジーの知遇を得た。彼はジョン・リックマンへの手紙の中でリチャードのことを「非常に注目に値する人物」と書いている。「この男は、20歳からギリシャ語を学び始め、そして、今ではラテン語だけでなく、チュートン語起源のすべてのヨーロッパ言語、そして雑多な東洋言語に精通していると私は確信しています。彼以上にたくさん読んだ読書家は私は一人も知りません。」
1834年に彼はシェフィールドのジョン・リークスの娘であるレインと結婚した。1836年にスタッフォード近くのチェブジーで暮らすよう招かれた。1838年には、ダンテの翻訳者であるヘンリー・フランシス・ケアリーの後を継ぎ、大英博物館の図書館部門の副管理者となった。
彼は1850年9月27日に変性疾患で亡くなり 、ハイゲイト墓地の西側に埋葬された。博物館の仕事はジョン・ウィンター・ジョーンズに引き継がれた。

## 著作
1826年頃、彼は「ローマ・カトリック論争」に参加することで、作家として世に出た。ガーネットは『プロテスタントの守護者』誌に多数の記事を寄稿している。その中で最も注目に値するのは、聖フランシスコ・ザビエルに由来する外典の奇跡を、非常にユーモラスな皮肉で暴露したものである。彼はまた、教会論的奇跡をテーマにしたチャールズ・バトラーに応答して、大規模な作業を開始し、大作を完了した。しかし、1828年と1829年に彼の妻と幼い娘の死によって精神的にひどく落ち込み、この仕事を中断せざるを得なくなった。
彼は転居の救いを求め、1820年にリッチフィールド大聖堂の司祭牧師になり、比較言語学の研究に専念した。この分野は、ちょうどその頃、ようやく科学として認められ始めていたものである。
ロックハートの紹介を得て、彼は1835年と1836年に、英語の辞書編集、英語の方言、およびケルト語に関するプリチャードの研究をそれぞれ扱った3つの記事を『クォータリー・レビュー』に寄稿している。これらの論文は大きな注目を集めたが、これはドイツの文献学研究がイギリス国民に紹介した最初のもののひとつである。彼はセルティックの質問を彼自身のものにした。ヨーロッパ言語におけるケルトの要素の範囲、および一般的なケルト研究の重要性についての彼の確信は、スキーンのハイランダーズに関するQuarterly Reviewの記事で表現されていたが、何らかの理由で出版されなかった。
大英博物館での職務に専念する模範的な人物だった。アントニオ・パニッツィの下の図書館で行われた大改革にはほとんど関わらなかったが、1842年に設立された言語学協会の積極的なメンバーだった。その「トランザクション」に、彼は「英国の島々の言語と方言について」と「動詞の性質と分析について」の2つの長くて重要な論文を含む多くの論文を寄稿している。
ガーネットは、ジョン・ロックに続く哲学的な流れとは別系統の、辞書編集と語源に関連する実用的なタイプの英語の意味論に貢献しているとみなされている。
彼の簡単な碑文は、大英博物館の同僚によって書かれたものである。「これほど香りのよい思い出を残した男性はほとんどいません」。 1859年に長男が編集した彼の哲学的エッセイと、これまで収集されていなかった彼の神学的著作に加えて、彼はいくつかの優雅な詩と翻訳、そして注目すべき論文の著者だった。1818年の王立機関の取引におけるリバーズは、個人的な観察からの現象の最もグラフィックな説明を含んでいる。弟のトーマス・ガーネットのエッセイと一緒に再出版されている。

言語学者としての彼を、キングトン・オリファントが標準英語の出典の序文にこう書いている。 
「ガーネットが著作をほとんど残していないのは人類にとっての損失である。彼はイギリスがメゾファンティを生み出すために最も近づいた人物であり、彼は同じ男にはあまり見られない資質を兼ね備えていた。事実を収集するときはドイツ人のように慎重に歩み、遊び心にあふれた機知でインチキを暴くときには、フランス人のようなきらめきを見せる」
帰属